# Clyde R. Hoey
Clyde R. Hoey (Shelby, 1877. december 11. – Washington, 1954. május 12.) az Amerikai Egyesült Államok szenátora (Észak-Karolina, 1945–1954).